# Baudrières
Baudrières ist eine französische Gemeinde mit 1.007 Einwohnern (Stand: 1. Januar 2022) im Département Saône-et-Loire in der Region Bourgogne-Franche-Comté. Sie gehört zum Arrondissement Louhans und zum Kanton Ouroux-sur-Saône (bis 2015 zum aufgelösten Kanton Saint-Germain-du-Plain). Die Einwohner werden Baudriérois resp. Baudriéroises genannt.

## Geografie

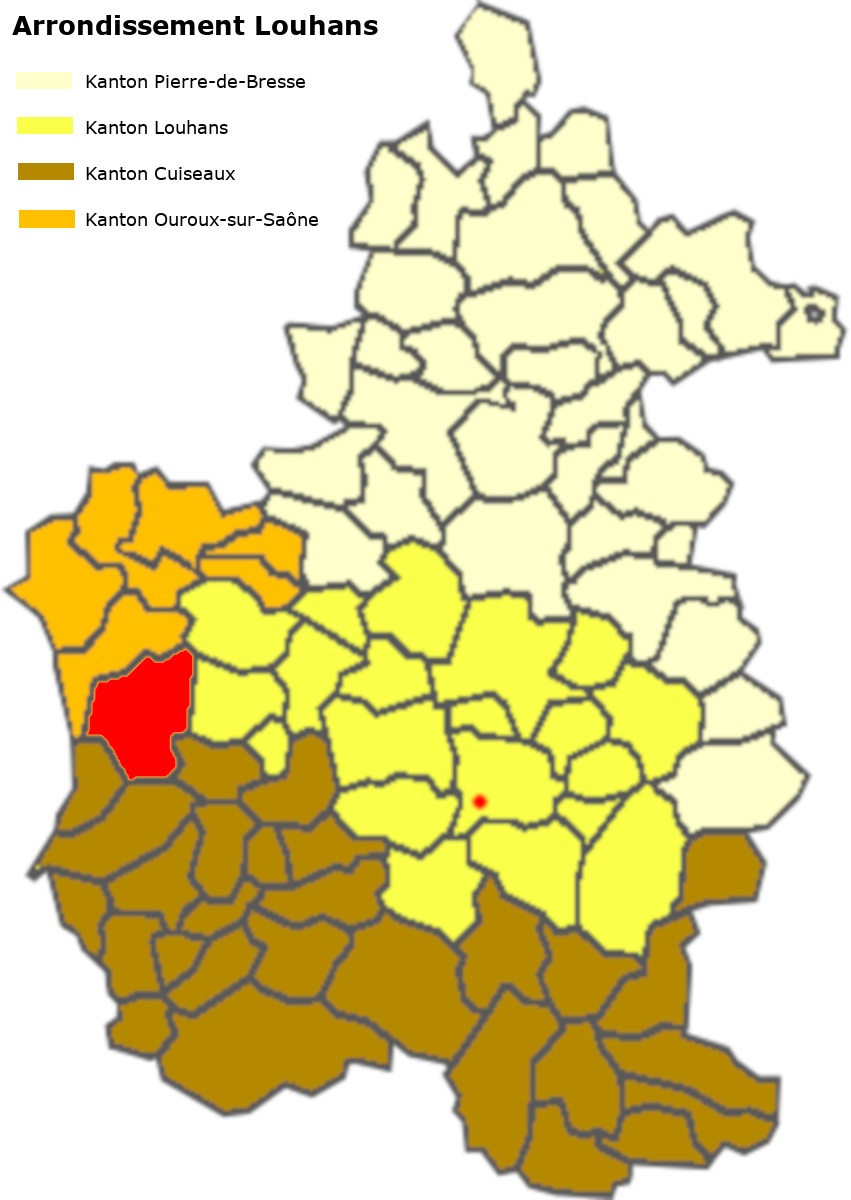
Lage der Gemeinde im Arrondissement Louhans

Baudrières liegt in der Landschaft der Bresse, rund zwölf Kilometer südöstlich von Chalon-sur-Saône und 17 Kilometer westsüdwestlich von Louhans. Sie liegt im äußersten Westen des Arrondissements Louhans, grenzt aber trotz ihrer Lage nicht an die Saône. Die westlichen Gebiete – ungefähr westlich der Route de Cuisery – liegen bereits in der Landschaft Vallée de la Saône.
Die Gemeinde ist vorwiegend landwirtschaftlich geprägt, im Norden und Nordosten finden sich einige größere, zusammenhängende Waldflächen, ebenfalls nordwestlich und südwestlich des Bourg. Größere Waldflächen sind im Süden des Gemeindegebiets zu finden.
Im äußersten Westen durchzieht die Noue das Gemeindegebiet von Norden nach Süden. Etwas weiter östlich fließt die Tenarre von Nordosten nach Südwesten und bildet im Norden zeitweise die Gemeindegrenze. Südlich des Ortes Bourg nimmt sie die von Osten kommende Marlière auf, im Süden fließt sie Richtung Westen, nimmt hier auch noch die Noue auf, um dann stark mäandrierend ihrer Mündung in die Saône zuzustreben.
Von Norden her verläuft die Departementsstraße D162 von Saint-Étienne-en-Bresse in südsüdwestlicher Richtung durch die Gemeinde und verbindet Simandre. Im Bourg kreuzt sie die Departementsstrasse D160, die Saint-Vincent-en-Bresse mit Saint-Germain-du-Plain verbindet.
Zur Gemeinde gehören folgende Weiler und Fluren: Beaudroin, Beauvoisin, les Besses, le Bief-au-Renard, Biou, Bonlieu, Boulay, les Boubouillons, Brenin, les Bruyères, les Buissons, le Canton, le Carboyer, Champ-Saint-Pierre, la Chênerie, les Chevrières, les Chezeaux, Chivanys, la Crazot, la Croix-du-Pas, Donnant, Fontaine-Morand, les Fourches, la Grande-Vernousse, la Gravière, Grency, les Lachaux, Malagriffat, Meurot, les Morts, Moulin à vent, Moulin d'en-bas, Moulin d'en-haut, Moulin Donnant, Moulin d’Or, Moulin du Bois, Moulin Jeudi, le Mur, Quincampoy, Roussenne, les Routis, la Sarrotte, Saugy, les Serrées, Tenarre, la Vernay-Girard, la Verne, la Ville-du-Bois.

### Klima
Das Klima in Baudrières ist warm und gemäßigt. Es gibt das ganze Jahr über deutliche Niederschläge, selbst der trockenste Monat weist noch hohe Niederschlagsmengen auf. Die Klassifikation des Klimas nach Köppen und Geiger ist Cfb ((Gemäßigtes) Ozeanklima). Die Temperatur liegt im Jahresdurchschnitt bei 12,0 °C. Der wärmste Monat ist der Juli mit einer Durchschnittstemperatur von 21,1 °C, der kälteste der Januar mit 3,3 °C. Über ein Jahr verteilt summieren sich die Niederschläge auf 1055 mm, dabei ist der November mit 113 mm der niederschlagsreichste, während März als trockenster Monate 73 mm aufweist.
|                        | Jan | Feb | Mär  | Apr  | Mai  | Jun  | Jul  | Aug  | Sep  | Okt  | Nov  | Dez |   |      |
| Mittl. Temperatur (°C) | 3,3 | 3,9 | 7,5  | 11,2 | 15,0 | 19,1 | 21,1 | 20,7 | 17,0 | 12,9 | 7,4  | 4,4 | ⌀ | 12   |
| Mittl. Tagesmax. (°C)  | 6,2 | 7,7 | 12,0 | 15,8 | 19,4 | 23,8 | 25,8 | 25,5 | 21,5 | 16,9 | 10,5 | 6,9 | ⌀ | 16   |
| Mittl. Tagesmin. (°C)  | 0,6 | 0,6 | 3,2  | 6,3  | 10,2 | 14,1 | 16,1 | 15,8 | 12,7 | 9,2  | 4,4  | 1,5 | ⌀ | 7,9  |
|                        |     |     |      |      |      |      |      |      |      |      |      |     |   |      |
| Niederschlag (mm)      | 89  | 75  | 73   | 88   | 96   | 78   | 75   | 79   | 88   | 103  | 113  | 98  | Σ | 1055 |

| 0,6 |

| 0,6 |

| 3,2 |

| 6,3 |

| 10,2 |

| 14,1 |

| 16,1 |

| 15,8 |

| 12,7 |

| 9,2 |

| 4,4 |

| 1,5 |

| 0,6 |

| 0,6 |

| 3,2 |

| 6,3 |

| 10,2 |

| 14,1 |

| 16,1 |

| 15,8 |

| 12,7 |

| 9,2 |

| 4,4 |

| 1,5 |

## Toponymie
Laut dem Archäologen Bidaut de Grésilly befand sich in Baudrières, am Ufer der Saône, bereits eine steinzeitliche Siedlung. Im Flussbett bei Thorey wurden Waffen und Werkzeuge aus dieser Zeit gefunden.
Der Name der Gemeinde scheint auf die gallo-römische Zeit zurückzugehen. Historiker geben eine etymologische Erklärung für das Wort: Der Name soll aus dem Lateinischen stammen und von dem Wort Baltearius abgeleitet sein, was so viel wie Handwerker für Lederbänder bedeutet. Diese Lederbänder, die über der Schulter getragen werden, dienen dazu, eine Waffe zu tragen. In diesem Dorf arbeiteten mehrere Handwerker, was erklären würde, warum Baudrières immer ein Pluralname war – Baudrières wurde auch Beaudrières geschrieben. Die ersten schriftlichen Aufzeichnungen über den Namen Baudrières stammen aus 1114, da wird die Ecclesia Sancti Petri de Balderias erwähnt.

## Geschichte
Der Bourg befand sich immer an derselben Stelle. Seit dem 11. Jahrhundert ist eine Kirche belegt, ab dem 15. Jahrhundert eine Pfarrei. Les Chivanys ist der älteste Weiler. Ausgrabungen haben die Anwesenheit von Römern bewiesen. 1016 findet man den Namen Canevilla, eine Zusammensetzung aus den lateinischen Wörtern Cannabis (Hanf) und villa (Haus). Die beiden Weiler Saugy und Boulay verdanken ihre Namen den dort wachsenden Bäumen. Bei Saugy wuchsen Weiden (frz. saule) und bei Boulay wuchsen Birken (frz. bouleau).
Baudrières war früher auf mehrere Herrschaften aufgeteilt. Aus dem Grundregister von 1272 geht hervor, dass große Teile der heutigen Gemeinde zur Herrschaft der de Tenarre gehörten. Mehrere Familienangehörige sind in La Frette beigesetzt, Die Grabplatte des 1312 verstorbenen Ponce de Tenarre ist dort noch zu sehen. Der erste bekannte Herr war Huguenin de Tenarre. 1445 wird durch den Notar eine Verkaufsurkunde aufgesetzt, wonach Jean de Tenarre seine Grundherrschaft an Odot Maloin verkauft. Die Urkunde wurde mit einem wütenden Strich durchgestrichen. Offensichtlich hatte sich Jean de Tenarre vom Geschäft zurückgezogen, da er inne wurde, dass Maloin alles zusammenkaufte. Er arbeitete für den Herzog von Burgund, dem er alles mit erheblichem Gewinn weiterverkaufen konnte. Die Herrschaft wurde in Teilen bis zur Revolution durch die de Tenarre gehalten, wurde aber als Folge der Revolution zur Gemeinde Baudrières geschlagen. Das Château de Tenarre bestand bereits 1272, über den Zeitpunkt des Baus und der Zerstörung ist jedoch nichts bekannt.

## Bevölkerung
| Baudrières: Einwohnerzahlen von 1793 bis 2020 | Baudrières: Einwohnerzahlen von 1793 bis 2020 | Baudrières: Einwohnerzahlen von 1793 bis 2020 | Baudrières: Einwohnerzahlen von 1793 bis 2020 | Baudrières: Einwohnerzahlen von 1793 bis 2020 |
| --- | --------------------------------------------- | --------------------------------------------- | --------------------------------------------- | --------------------------------------------- |
| Jahr |                                               |                                               |                                               | Einwohner                                     |
| 1793 | 1793                                          |                                               | 1.131                                         | 1.131                                         |
| 1800 | 1800                                          |                                               | 1.217                                         | 1.217                                         |
| 1806 | 1806                                          |                                               | 1.195                                         | 1.195                                         |
| 1821 | 1821                                          |                                               | 1.334                                         | 1.334                                         |
| 1831 | 1831                                          |                                               | 1.387                                         | 1.387                                         |
| 1836 | 1836                                          |                                               | 1.326                                         | 1.326                                         |
| 1841 | 1841                                          |                                               | 1.270                                         | 1.270                                         |
| 1846 | 1846                                          |                                               | 1.314                                         | 1.314                                         |
| 1851 | 1851                                          |                                               | 1.322                                         | 1.322                                         |
| 1856 | 1856                                          |                                               | 1.372                                         | 1.372                                         |
| 1861 | 1861                                          |                                               | 1.354                                         | 1.354                                         |
| 1866 | 1866                                          |                                               | 1.341                                         | 1.341                                         |
| 1872 | 1872                                          |                                               | 1.296                                         | 1.296                                         |
| 1876 | 1876                                          |                                               | 1.414                                         | 1.414                                         |
| 1881 | 1881                                          |                                               | 1.398                                         | 1.398                                         |
| 1886 | 1886                                          |                                               | 1.476                                         | 1.476                                         |
| 1891 | 1891                                          |                                               | 1.428                                         | 1.428                                         |
| 1896 | 1896                                          |                                               | 1.339                                         | 1.339                                         |
| 1901 | 1901                                          |                                               | 1.325                                         | 1.325                                         |
| 1906 | 1906                                          |                                               | 1.279                                         | 1.279                                         |
| 1911 | 1911                                          |                                               | 1.292                                         | 1.292                                         |
| 1921 | 1921                                          |                                               | 1.101                                         | 1.101                                         |
| 1926 | 1926                                          |                                               | 1.091                                         | 1.091                                         |
| 1931 | 1931                                          |                                               | 1.051                                         | 1.051                                         |
| 1936 | 1936                                          |                                               | 1.032                                         | 1.032                                         |
| 1946 | 1946                                          |                                               | 951                                           | 951                                           |
| 1954 | 1954                                          |                                               | 892                                           | 892                                           |
| 1962 | 1962                                          |                                               | 799                                           | 799                                           |
| 1968 | 1968                                          |                                               | 713                                           | 713                                           |
| 1975 | 1975                                          |                                               | 666                                           | 666                                           |
| 1982 | 1982                                          |                                               | 778                                           | 778                                           |
| 1990 | 1990                                          |                                               | 792                                           | 792                                           |
| 1999 | 1999                                          |                                               | 798                                           | 798                                           |
| 2009 | 2009                                          |                                               | 883                                           | 883                                           |
| 2014 | 2014                                          |                                               | 951                                           | 951                                           |
| 2020 | 2020                                          |                                               | 965                                           | 965                                           |
| Quelle(n): EHESS/Cassini bis 2006, ab 2009 INSEE Anmerkung(en): • Ab 1962 offizielle Zahlen ohne Einwohner mit Zweitwohnsitz • Höchste Einwohnerzahl 1886 mit 1414, tiefste Einwohnerzahl 1975 mit 666 (47,1 % vom Maximum) |                                               |                                               |                                               |                                               |

| Bevölkerungsstruktur | Anzahl Einwohner | männlich | weiblich | davon Ausländer | Anteil % |
| -------------------- | ---------------- | -------- | -------- | --------------- | -------- |
|                      | 970              | 485      | 485      | 12              | 1,2      |

| Männer | Alterstufe | Frauen |
| ------ | ---------- | ------ |
| 2      | 90 + älter | 1      |
| 25     | 75–89      | 37     |
| 90     | 60–74      | 97     |
| 108    | 45–59      | 107    |
| 97     | 30–44      | 87     |
| 57     | 15–29      | 66     |
| 106    | 0–14       | 90     |

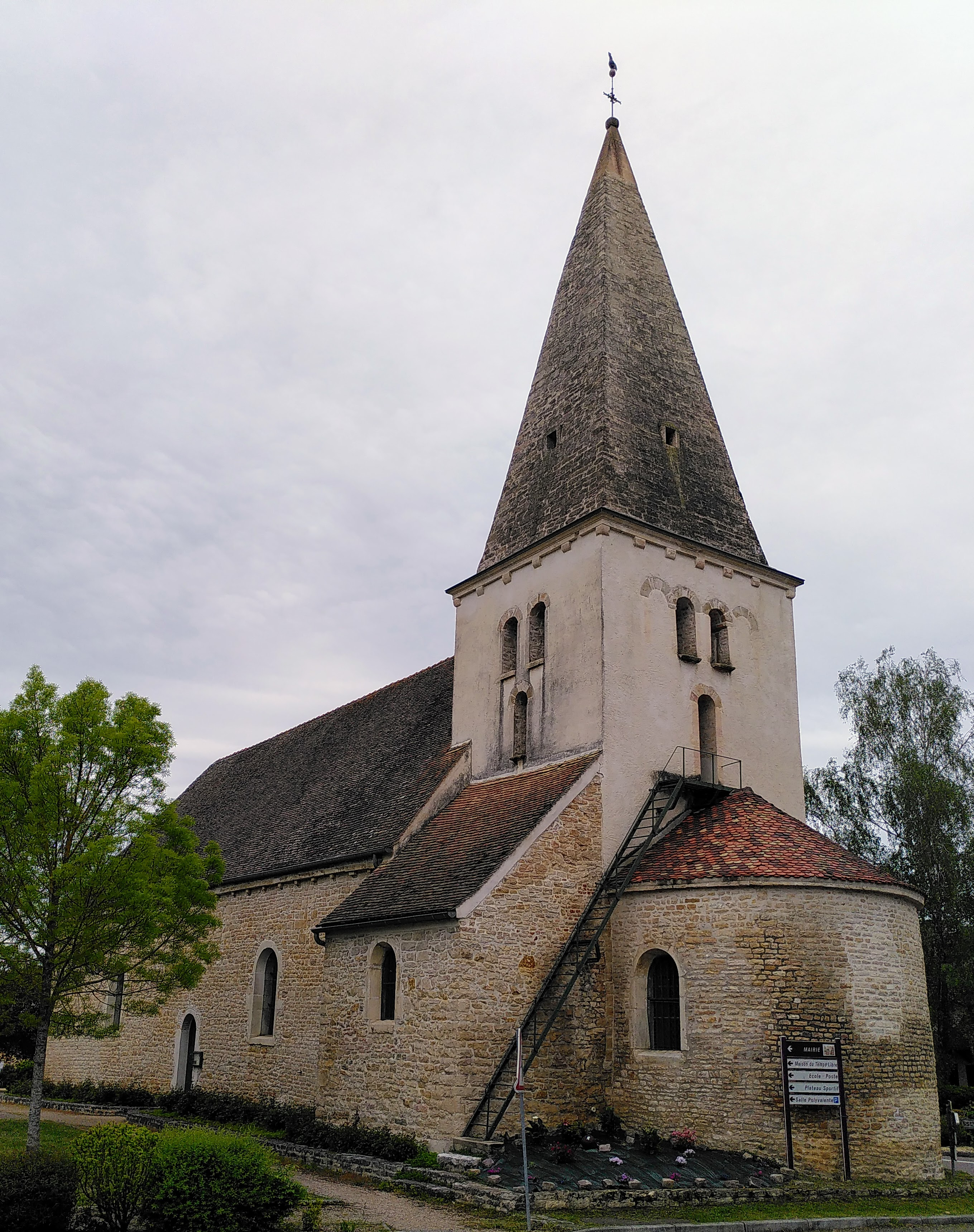
Kirche Saint-Pierre in Baudrières

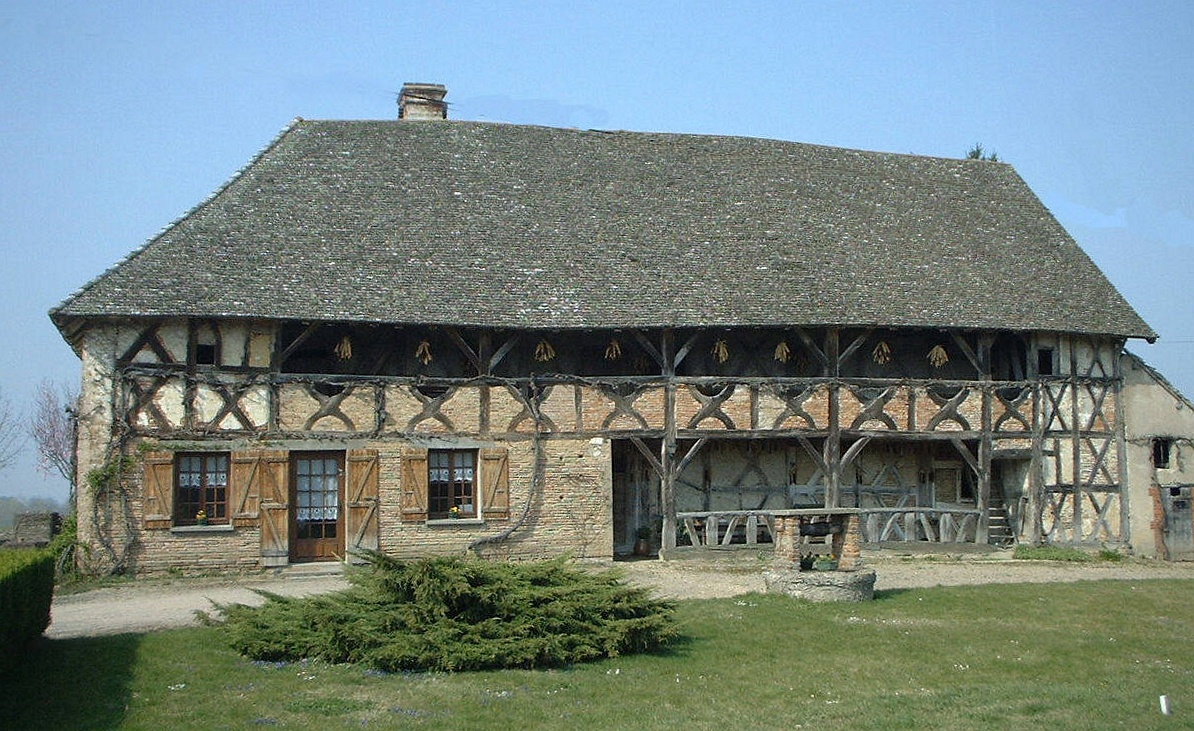
Bressanischer Gutshof in Baudrières

Die Bevölkerungsstruktur zwischen Männern und Frauen ist ausgeglichen, wobei 52 % der Bevölkerung jünger als 45 Jahre sind und die unter 15-Jährigen gar 20 % der Bevölkerung ausmachen. Diese Struktur dürfte auf die Tatsache zurückzuführen sein, dass seit 1999 dank einer regen Bautätigkeit die Wohneinheiten um 27 % zugenommen haben. Dadurch dürfte ein starker Zuzug von jungen Familien mit Kindern erfolgt sein.
| Wohnstruktur               | Anzahl Wohneinheiten | davon Häuser | Wohnungen | sonstige |
| -------------------------- | -------------------- | ------------ | --------- | -------- |
|                            | 494                  | 489          | 5         |          |
| davon Hauptwohnsitz        | 406                  |              |           |          |
| Zweit- oder Ferienwohnsitz | 44                   |              |           |          |
| vakant                     | 43                   |              |           |          |

## Wirtschaft und Infrastruktur

### Unternehmen, Betriebe, Ladengeschäfte und Einrichtungen
In der Gemeinde befinden sich nebst Mairie und Kirche folgende Unternehmen nach Branchen:
| Branche                                                           | Anzahl Betriebe |
| ----------------------------------------------------------------- | --------------- |
| Industrie und verarbeitendes Gewerbe                              | 5               |
| Baugewerbe                                                        | 15              |
| Groß- und Einzelhandel, Verkehr, Beherbergung und Gastronomie     | 17              |
| Information und Kommunikation                                     | 2               |
| Finanz- und Versicherungsdienstleistungen                         | 1               |
| Grundstücks- und Wohnungswesen                                    | 1               |
| Freiberufliche, wissenschaftliche und technische Dienstleistungen | 10              |
| Öffentliche Verwaltung, Unterricht, Gesundheits- und Sozialwesen  | 5               |
| Sonstige Dienstleistungen                                         | 4               |
| Land- und Forstwirtschaftsbetriebe                                | 25              |

In der Gemeinde befinden sich eine Bäckerei, ein Coiffeur- und ein Schönheitssalon, ferner eine Immobilienagentur, ein Maurerbetrieb, drei Schreiner-/Zimmereien und drei Maler-/Gipsergeschäfte. Im Ort befinden sich ein Tennis-, Fußball und ein Pétanqueplatz, ein Sportplatz, ein Mehrzwecksaal, ein Taxiunternehmen, zwei Gastronomiebetriebe, drei Gîtes und eine Post. Für die Güter des täglichen Bedarfs versorgen sich die Einwohner in Saint-Germain-du-Plain oder in Sennecey-le-Grand.

### Geschützte Produkte in der Gemeinde
Als AOC-Produkte sind in Baudrières Volaille de Bresse und Dinde de Bresse zugelassen, ferner Crème et beurre de Bresse.

### Bildungseinrichtungen
In der Gemeinde besteht eine École primaire (École maternelle und École élémentaire), die der Académie de Dijon untersteht und von 116 Kindern besucht wird. Für die Schule gilt der Ferienplan der Zone A.

## Sehenswürdigkeiten
- Kirche Saint-Pierre aus dem 11. Jahrhundert, Beschreibung und Bilder der Kirche[20]
- Gutshof

## Auszeichnungen
Villes et Villages Fleuris hat der Gemeinde eine Blume verliehen.